# لورن ونگر
لورن ونگر (انگلیسی: Lauren Wenger؛ زادهٔ ۱۱ مارس ۱۹۸۴) بازیکن واترپلو اهل ایالات متحده آمریکا است.
وی در مسابقات کشوری و بین‌المللی در مجموع برندهٔ ۴ مدال طلا، ۲ مدال نقره شده‌است.